# Лон (Шаффхаузен)
Лон (нем. Lohn SH) — коммуна в Швейцарии, в кантоне Шаффхаузен. 
Население составляет 649 человек (на 31 декабря 2006 года). Официальный код — 2917.